# جون روبرتسون (ممثل)
جون روبرتسون (بالإنجليزية: John S. Robertson)‏ (و. 1878 – 1964 م) هو مخرج سينمائي، وممثل، من الولايات المتحدة الأمريكية، ولد في لندن، توفي في إسكونديدو، سان ديغو، كاليفورنيا، عن عمر يناهز 86 عاماً.

## وصلات خارجية
- جون روبرتسون على موقع IMDb (الإنجليزية)
- جون روبرتسون على موقع أول موفي (الإنجليزية)
- جون روبرتسون على موقع قاعدة بيانات برودواي على الإنترنت (الإنجليزية)
- جون روبرتسون على موقع قاعدة بيانات الأفلام السويدية (السويدية)
- جون روبرتسون على موقع قاعدة بيانات الفيلم (الإنجليزية)
- جون روبرتسون على موقع كينوبويسك (الروسية)